# Америкен-Каньйон (Каліфорнія)
Америкен-Каньйон (англ. American Canyon) — місто (англ. city) в США, в окрузі Напа штату Каліфорнія. Населення — 21 837 осіб (2020).

## Географія
Америкен-Каньйон розташований за координатами 38°10′32″ пн. ш. 122°15′37″ зх. д. / 38.17556° пн. ш. 122.26028° зх. д. (38.175465, -122.260201).  За даними Бюро перепису населення США в 2010 році місто мало площу 12,55 км², з яких 12,53 км² — суходіл та 0,02 км² — водойми. В 2017 році площа становила 15,79 км², з яких 15,75 км² — суходіл та 0,03 км² — водойми.

## Демографія
Згідно з переписом 2010 року, у місті мешкали 19 454 особи в 5657 домогосподарствах у складі 4613 родин. Густота населення становила 1550 осіб/км².  Було 5982 помешкання (477/км²).
Расовий склад населення:
| - 38,9 % — білих - 32,9 % — азіатів - 7,9 % — чорних або афроамериканців - 0,9 % — вихідців з тихоокеанських островів - 0,7 % — корінних американців - 12,1 % — осіб інших рас |

До двох чи більше рас належало 6,6 %. Частка іспаномовних становила 25,7 % від усіх жителів.
За віковим діапазоном населення розподілялося таким чином: 28,3 % — особи молодші 18 років, 62,1 % — особи у віці 18—64 років, 9,6 % — особи у віці 65 років та старші. Медіана віку мешканця становила 35,5 року. На 100 осіб жіночої статі у місті припадало 96,0 чоловіків;  на 100 жінок у віці від 18 років та старших — 92,6 чоловіків також старших 18 років.
Середній дохід на одне домашнє господарство  становив 98 138 доларів США (медіана — 75 997), а середній дохід на одну сім'ю — 104 271 долар (медіана — 85 685). Медіана доходів становила 54 165 доларів для чоловіків та 55 076 доларів для жінок. За межею бідності перебувало 11,8 % осіб, у тому числі 13,4 % дітей у віці до 18 років та 6,8 % осіб у віці 65 років та старших.
Цивільне працевлаштоване населення становило 9301 осіб. Основні галузі зайнятості: освіта, охорона здоров'я та соціальна допомога — 28,7 %, виробництво — 10,9 %, мистецтво, розваги та відпочинок — 10,2 %, роздрібна торгівля — 9,5 %.